# Pinhal de São Bento
Pinhal de São Bento é um município brasileiro do estado do Paraná, localizado na região sudoeste e a pouco mais de quarenta quilômetros da fronteira do Brasil com a Argentina. Sua população, conforme estimativas do IBGE de 2020, era de 2 737 habitantes,

## História
Liderada por João Rute, um curandeiro que dirigia o destino de mais de setenta famílias, agrupadas em torno de um ideal religioso, denominavam Pinhal dos Rutes. Marciano de Sá, responsável pela distribuição de terras na região de Pinhal de São Bento e Algemiro Mota (pioneiro), não gostavam do comportamento dos Rutes, e entraram em conflito aberto com a comunidade religiosa. Em 1954, João Rute e seus adeptos foram expulsos da cidade.
Em 1958 chegaram a localidade nomes importantes para história como Primo Savoldi, Constantino Jeleznhk e Oswaldo Mazzuco, pioneiros vindos do sul, que aqui construíram escola, moinhos, serrarias, armazéns e outros comércios que a pequena população necessitava. Nome importante também para a história da cidade é a de Bento Monteiro, um dos primeiros a chegar junto de Marciano de Sá.
No final da década de 1980, formou-se uma comissão de emancipação que objetivava o desmembramento do núcleo, sendo presidida pelo então vereador Paulo Fiorese, que era professor na localidade. 
Esta comissão obteve exito e pela Lei Estadual nº 9.278, de 29 de março de 1990, sancionada pelo governador Álvaro Dias, foi criado o município de Pinhal de São Bento, com território desmembrado do município de Santo Antônio do Sudoeste. A instalação oficial ocorreu em 1 de janeiro de 1993, sendo eleito e empossado o primeiro prefeito do município, Waldomiro Ermecindo Barbieri.
O padroeiro da cidade é São Roque, comemorado em 16 de agosto.

## Geografia
Possui uma área é de 97 km² representando 0.0486 % do estado, 0.0172 % da região e 0.0011 % de todo o território brasileiro. Localiza-se a uma latitude 26º03' sul e a uma longitude 53º29' oeste, estando a uma altitude de 480 metros.

### Demografia

#### Dados do Censo - 2010
- População Total: 2.620
- Densidade demográfica (hab./km²): 26,75
- Índice de Desenvolvimento Humano (IDH-M): 0,708
  - IDH-M Renda: 0,578
  - IDH-M Longevidade: 0,755
  - IDH-M Educação: 0,792

## Administração
Lista de ex-prefeitos e vice-prefeitos:
| Nº | Nome                         | Partido  | Início do mandato    | Fim do mandato         | Observações            |
| 1  | Waldomiro Ermecindo Barbieri | —        | 1 de janeiro de 1993 | 31 de dezembro de 1996 | Prefeito eleito        |
| 2  | Olair Natal Nicoletti        | —        | 1 de janeiro de 1997 | 31 de dezembro de 2000 | Prefeito eleito        |
| —  | Alvário Geittenes            | —        | 1 de janeiro de 1997 | 31 de dezembro de 2000 | Vice-prefeito eleito   |
| 3  | Olair Natal Nicoletti        | —        | 1 de janeiro de 2001 | 31 de dezembro de 2004 | Prefeito reeleito      |
| —  | Alvário Geittenes            | —        | 1 de janeiro de 2001 | 31 de dezembro de 2004 | Vice-prefeito reeleito |
| 4  | Jaime Ernesto Carniel        | PPB/PMDB | 1 de janeiro de 2005 | 31 de dezembro de 2008 | Prefeito eleito        |
| —  | Alvário Geittenes            | PP       | 1 de janeiro de 2005 | 31 de dezembro de 2008 | Vice-prefeito eleito   |
| 5  | Jaime Ernesto Carniel        | PMDB     | 1 de janeiro de 2009 | 31 de dezembro de 2012 | Prefeito reeleito      |
| —  | Alvário Geittenes            | PP       | 1 de janeiro de 2009 | 31 de dezembro de 2012 | Vice-prefeito eleito   |
| 6  | Argeu Antonio Geittenes      | PSDB     | 1 de janeiro de 2013 | 31 de dezembro de 2016 | Prefeito eleito        |
| —  | Rudinei Briedes              | PMDB     | 1 de janeiro de 2013 | 31 de dezembro de 2016 | Vice-prefeito eleito   |